# Olarizu
Les champs d'Olarizu sont un ensemble de prés faisant partie de Vitoria-Gasteiz, capitale de la province de l'Alava dans le Pays basque (Espagne).

## Présentation
Les champs d'Olarizu s'étendent à l'emplacement d'un village dépeuplé au XIVe siècle.
Depuis le XIXe siècle un pèlerinage populaire en honneur à la Vierge a lieu dans ces campas, le lundi suivant le 8 septembre. Outre leurs campas et la colline du même nom, de multiples chemins parcourent cet endroit ce qui en fait une zone de promenade habituelle située dans les alentours de la ville ; Olarizu fait partie de l'Anneau vert, proche du quartier d'Adurza. A Olarizu se trouve le Centre d'Études de l'environnement (CEA) de la mairie de la ville.

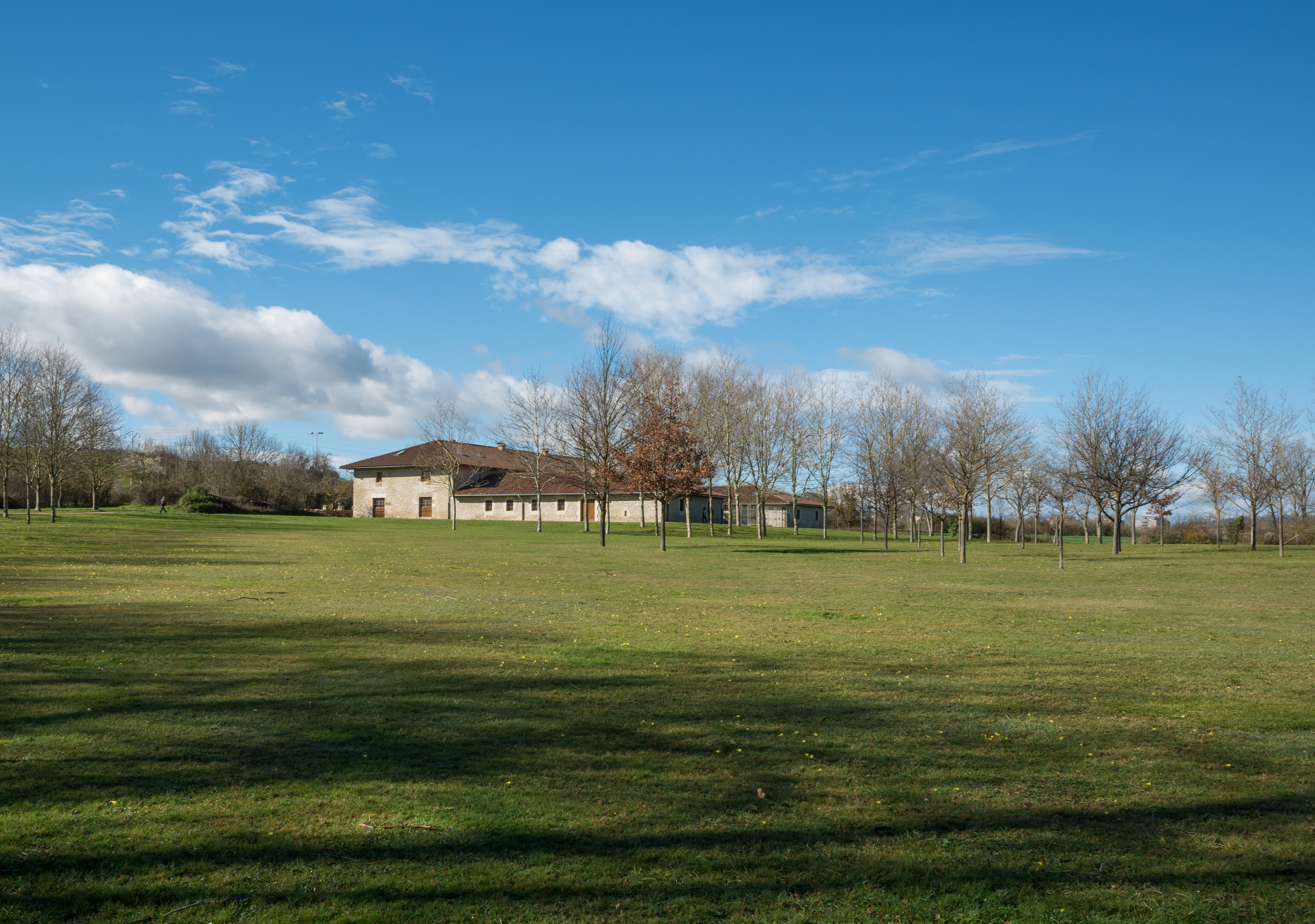
Champs d'Olarizu
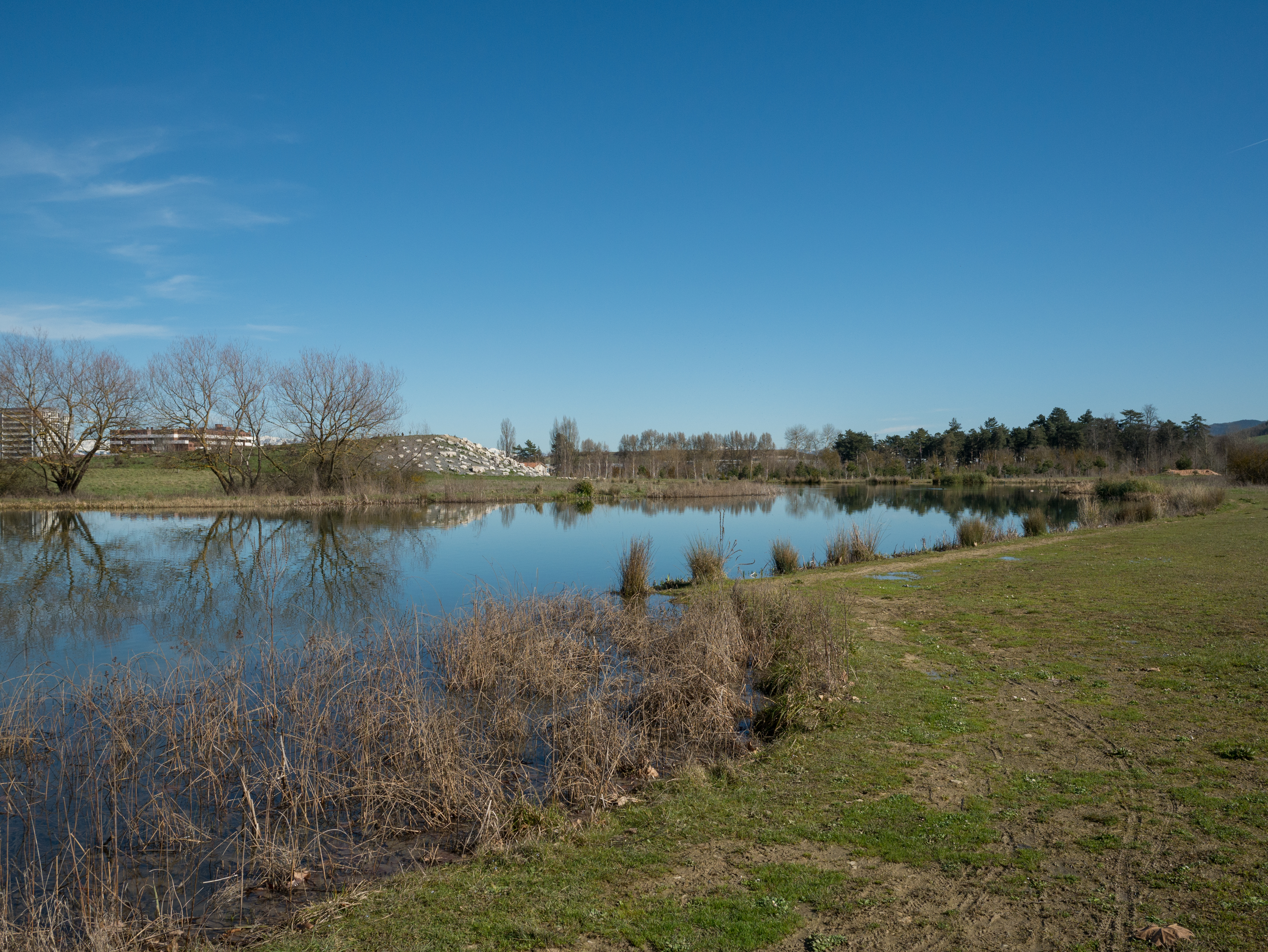
Lac d'Olarizu

### Sources
- (es) Cet article est partiellement ou en totalité issu de l’article de Wikipédia en espagnol intitulé « Olárizu » (voir la liste des auteurs).